# كورا كوهن
كورا كوهن (بالإنجليزية: Cora Cohen)‏ هي رسامة أمريكية، ولدت في 19 أكتوبر 1943 في نيويورك في الولايات المتحدة.